# Badyara jezik
Badyara jezik (badara, badian, badjara, badyaranke, bigola, gola, pajade, pajadinka; ISO 639-3: pbp), nigersko-kongoanski jezik uže atlantske skupine, kojim govori blizu 13 000 ljudi u Gvineji, Gvineji Bisao i Senegalu. 
S jezicima bedik [tnr], oniyan [bsc] i waqmey [cou] iz Senegala i biafada [bif] iz Gvineje Bisao čini podskupinu tenda. Većina govornika (6 300; 1998 NTM) naseljena je u gvinejskoj regiji Koundara, 4 580 na sjeveroistoku Gvineje Bisao, i svega 1 850 u Senegalu (2006). Pripadnici etničke grupe poznati su po pčelarstvu, izradi pamučnog platna i circumciziji

## Vanjske poveznice
- Ethnologue (14th)
- Ethnologue (15th)